# Oderturm
Oderturm – biurowiec, najwyższy budynek we Frankfurcie nad Odrą, wybudowany w latach 1968–1976, liczący 24 piętra. Mierzy 89 m wysokości (razem z anteną telefonii komórkowej – 95 m).
Od 1994 roku pod swoją obecną nazwą „Oderturm” co dosłownie oznacza „wieża odrzańska”.
W biurowcu tym siedzibę ma prokuratura (Staatsanwaltschaft), hotel, liczne gabinety lekarskie, banki i instytucje finansowe.
Na dole Oderturmu znajduje się centrum handlowe (m.in. sklep sieci Rossmann, księgarnia „Ulrich von Hutten” i punkty gastronomiczne).